# Janusz A. Zajdel-díj
A Janusz A. Zajdel-díj (Nagroda Fandomu Polskiego imienia Janusza A. Zajdla) egy lengyel sci-fi-díj, amelyet 1984 óta adnak a legjobb novella és a legjobb regény kategóriában a díjazást megelőző évre vonatkozóan. Regény és novella kategóriában díjazzák a jelölteket. A szavazás és díjátadó ünnepséget minden évben a Polcon-on tartják meg.

## Története
Eredetileg Sphinx volt a díj neve, de az első győztes 1985  július 19-én bekövettkezett halála után a Janusz A. Zajdel-díj nevet kapta.

## Díjnyertesek[1][2]

### Regény
| Év   | Győztes mű                   | Író                    |
| ---- | ---------------------------- | ---------------------- |
| 2012 | Niebo ze stali               | Robert M. Wegner       |
| 2011 | Grillbar Galaktyka           | Maja Lidia Kossakowska |
| 2010 | Król Bólu i pasikonik        | Jacek Dukaj            |
| 2009 | Przedksiężycowi              | Anna Kańtoch           |
| 2008 | Kameleon                     | Rafal Kosik            |
| 2007 | Lód                          | Jacek Dukaj            |
| 2006 | Popiół i kurz                | Jarosław Grzędowicz    |
| 2005 | Pan Lodowego Ogrodu          | Jarosław Grzędowicz    |
| 2004 | Perfekcyjna niedoskonałość   | Jacek Dukaj            |
| 2003 | Inne pieśni                  | Jacek Dukaj            |
| 2002 | Narrenturm                   | Andrzej Sapkowsk       |
| 2001 | Czarne oceany                | Jacek Dukaj            |
| 2000 | Żmijowa harfa                | Anna Brzezińska        |
| 1999 | Gniazdo światów              | Marek S. Huberath      |
| 1998 | Walc stulecia                | Rafał A. Ziemkiewicz   |
| 1997 | Druga podobizna w alabastrze | Marek S. Huberath      |
| 1996 | Kolory sztandarów            | Tomasz Kołodziejczak   |
| 1995 | Pieprzony los Kataryniarza   | Rafał A. Ziemkiewicz   |
| 1994 | Krew elfów                   | Andrzej Sapkowski      |
| 1993 |                              | nem volt díjazott      |
| 1992 | Król Bezmiarów               | Feliks W. Kres         |
| 1991 | Kara większa                 | Marek S. Huberath      |
| 1988 | Rozpad połowiczny            | Edmund Wnuk-Lipiński   |
| 1985 | Głowa Kasandry               | Marek Baraniecki       |
| 1984 | Paradyzja                    | Janusz A. Zajdel       |

### Novella
| Év   | Győztes mű                      | Író                    |
| ---- | ------------------------------- | ---------------------- |
| 2011 | Bajka o trybach i powrotach     | Jakub Ćwiek            |
| 2010 | Duchy w maszynach               | Anna Kańtoch           |
| 2009 | Wszyscy jesteśmy Meekhańczykami | Robert M. Wegner       |
| 2008 | Światy Dantego                  | Anna Kańtoch           |
| 2007 | Miasto grobów. Uwertura         | Wit Szostak            |
| 2006 | Smok tańczy dla Chung Fonga     | Maja Lidia Kossakowska |
| 2005 | Pan Lodowego Ogrodu             | Jarosław Grzędowicz    |
| 2004 | Wody głębokie jak niebo         | Anna Brzezińska        |
| 2003 | Zapach szkła                    | Andrzej Ziemiański     |
| 2002 | Kuzynki                         | Andrzej Pilipiuk       |
| 2001 | Autobahn nach Poznań            | Andrzej Ziemiański     |
| 2000 | Katedra                         | Jacek Dukaj            |
| 1999 | CyberJoly Drim                  | Antonina Liedtke       |
| 1998 | A kochał ją, że strach          | Anna Brzezińska        |
| 1997 | Błękit Maga                     | Ewa Białołęcka         |
| 1996 | Śpiąca królewna                 | Rafał A. Ziemkiewicz   |
| 1995 | Noteka 2015                     | Konrad T. Lewandowski  |
| 1994 | Tkacz Iluzji                    | Ewa Białołęcka         |
| 1993 | W leju po bombie                | Andrzej Sapkowskia     |
| 1992 | Miecz przeznaczenia             | Andrzej Sapkowski      |
| 1991 | Kara większa                    | Marek S. Huberath      |
| 1990 | Mniejsze zło                    | Andrzej Sapkowski      |